# Giro de los Abruzzos
El Giro de los Abruzzos (oficialmente Giro d'Abruzzo) es una carrera ciclista profesional por etapas que se disputa en la región italiana de los Abruzos, en el mes de abril o mayo.
Se empezó a disputar en 1961 como carrera amateur. Desde 1999 fue profesional, dentro la categoría 2.5 (última categoría del profesionalismo). Desde la creación de los Circuitos Continentales UCI en 2005 hasta su última edición en 2007 formó parte del UCI Europe Tour, dentro de la categoría 2.2 (igualmente última categoría del profesionalismo). La prueba regresó en 2024 de la mano de RCS Sport tras la anulación del Giro de Sicilia.

## Palmarés
En amarillo: edición amateur.
| Año       | Ganador              | Segundo            | Tercero               |
| --------- | -------------------- | ------------------ | --------------------- |
| 1961      | Mario Zanchi         | Bandera de ?       | Bandera de ?          |
| 1962      | Primo Nardello       | Bandera de ?       | Bandera de ?          |
| 1963      | Fabrizio Carloni     | Bandera de ?       | Bandera de ?          |
| 1964      | Giancarlo Massari    | Bandera de ?       | Bandera de ?          |
| 1965      | Francesco Polidori   | Bandera de ?       | Bandera de ?          |
| 1966      | Luigi Sgarbozza      | Bandera de ?       | Bandera de ?          |
| 1967      | Antonio Fradusco     | Bandera de ?       | Bandera de ?          |
| 1968      | No se disputó        | No se disputó      | No se disputó         |
| 1969      | Angelo Bassini       | Bandera de ?       | Bandera de ?          |
| 1970      | Paolo Battistacci    | Bandera de ?       | Bandera de ?          |
| 1971      | Luciano Mencuccini   | Bandera de ?       | Bandera de ?          |
| 1972      | Palmiro Masciarelli  | Bandera de ?       | Bandera de ?          |
| 1973-1978 | No se disputó        | No se disputó      | No se disputó         |
| 1979      | Giovanni Bino        | Bandera de ?       | Bandera de ?          |
| 1980      | Fausto Stiz          | Bandera de ?       | Bandera de ?          |
| 1981      | Maurizio Viotto      | Bandera de ?       | Bandera de ?          |
| 1982      | Serguey Voronin      | Bandera de ?       | Bandera de ?          |
| 1983      | Philippe Le Peurien  | Francesco Cesarini | Tullio Cortinovis     |
| 1984      | Tullio Cortinovis    | Francesco Cesarini | Stefano Bizzoni       |
| 1985      | Enrico Galleschi     | Bandera de ?       | Bandera de ?          |
| 1986      | Luigi Botteon        | Bandera de ?       | Bandera de ?          |
| 1987      | Angelo Gelfi         | Bandera de ?       | Bandera de ?          |
| 1988      | Moreno Picchio       | Bandera de ?       | Bandera de ?          |
| 1989-1992 | No se disputó        | No se disputó      | No se disputó         |
| 1993      | Maurizio Frizzo      | Roberto Dal Sie    | Stefano Checchin      |
| 1994      | Filippo Casagrande   | Oscar Pozzi        | Francesco Secchiari   |
| 1995      | Pasquale Braido      | Andrea Zatti       | Renato Poli           |
| 1996      | Andrea Zatti         | Oscar Pozzi        | Isidoro Colombo       |
| 1997      | Fabio Balzi          | Cristian Moreni    | Maurizio Vandelli     |
| 1998      | Francesco Secchiari  | Stefano Faustini   | Isidoro Colombo       |
| 1999      | Cristian Gasperoni   | Danilo Di Luca     | Giorgio Feliziani     |
| 2000      | Daniele De Paoli     | Vladimir Douma     | Giuseppe Palumbo      |
| 2001      | Danilo Di Luca       | Saša Gajičić       | Roberto Petito        |
| 2002      | Aleksandr Kuschynski | Alessio Ciro       | Luigi Bonfrate        |
| 2003      | Oscar Mason          | Denis Lunghi       | Michele Scarponi      |
| 2004      | Aleksandr Kuschynski | Valter Bonca       | Domenico Quagliarello |
| 2005-2006 | No se disputó        | No se disputó      | No se disputó         |
| 2007      | Luca Ascani          | Ivan Fanelli       | Davide Tortella       |
| 2008-2023 | No se disputó        | No se disputó      | No se disputó         |
| 2024      | Alexey Lutsenko      | Pavel Sivakov      | George Bennett        |
| 2025      | Georg Zimmermann     | David de la Cruz   | Pablo Torres          |

## Palmarés por países
| País        | Victorias |
| ----------- | --------- |
| Italia      | 29        |
| Bielorrusia | 2         |
| Suiza       | 1         |
| Ucrania     | 1         |
| Francia     | 1         |
| Kazajistán  | 1         |
| Alemania    | 1         |